# Битва при Дьенбьенфу
Би́тва при Дьенбьенфу́ (фр. Bataille de Diên Biên Phu) — сражение между французскими войсками и армией Объединённого национального фронта Льен-Вьет, произошедшее в марте—мае 1954 года. Считается решающим сражением Первой Индокитайской войны, определившим поражение французских колониальных войск в регионе.

## Стратегическая ситуация
К 1953 году события Индокитайской войны стали складываться неблагоприятно для Франции. Успехи французских сил конца 1940-х — начала 1950-х не смогли сломить боевой дух Вьетминя, сражавшегося за независимость Вьетнама. В ходе военной кампании 1952—1953 годов вьетнамские силы сумели захватить значительные территории сопредельного Лаоса вплоть до Луангпхабанга, использовавшиеся для снабжения и переброски войск в обход французских укреплений на территории Вьетнама. В 1953 году французские силы начали укреплять оборонительные рубежи в районе Ханоя с целью подготовки наступательных операций в Северном Вьетнаме.
В мае 1953 года премьер-министр Франции Рене Мейер назначил Анри Наварра Верховным комиссаром Французского Индокитая. Мейер поставил Наварру единственную задачу — создать соответствующие военные условия для «почётного политического разрешения вопроса» Индокитайской войны, то есть получить более выгодные условия для будущих переговоров с представителями Вьетнама. Из Парижа в Сайгон был откомандирован адмирал Жорж Кабанье с инструкциями для Наварра: не предпринимать никаких масштабных шагов, оставив дальнейшее урегулирование индокитайской проблемы на усмотрение политиков. Однако у Наварра было свое представление о сложившейся обстановке: 2 ноября он принял решение создать укрепленную опорную базу в долине Дьенбьенфу в 280 км к западу от Ханоя, недалеко от границы с Лаосом. Заместитель Наварра, генерал-майор Рене́ Коньи́ считал необходимым сосредоточиться на обороне дельты Красной реки, но в итоге неохотно согласился с новым планом Наварра.
Согласно военному историку Филиппу Дэвидсону, по прибытии Наварр был шокирован существующей обстановкой в войсках: среди офицеров доминировали пораженческие настроения, они были готовы вернуться на родину «не победителями и героями, но ещё хотя бы не окончательно битыми». Их мало волновали проблемы, с которыми столкнутся их сменщики. Не было никакого генерального плана ведения войны с момента смерти предыдущего Верховного комиссара Латра, все действия носили характер ответных и оборонительных мер.
К началу очередной военной кампании войска Вьетминя создали угрозу прорыва в Лаос, который французы обязаны были защитить любой ценой, иначе их влияние в этом регионе оказалось бы подорвано, тем более, что в предыдущие периоды ДРВ уже показала, что может выставить на этом направлении значительные силы, которым гарнизоны в Лаосе ничего не могли противопоставить.
Получив общее представление о положении в регионе и обозначив наиболее критические места, Наварр определил, что необходимо устранить угрозу окончательного захвата Лаоса Вьетминем. Для этого он предложил разработанную полковником Бертье концепцию «ежа» (фр. l’hérisson) на основе опыта предыдущей французской оборонительной операции, в ходе которой защитники укреплённой базы в долине Нашан реки Да при поддержке авиации и снабжении по воздуху успешно отразили несколько атак противника и нанесли вьетнамским силам значительные потери. В соответствии с этой концепцией было предусмотрено создание недалеко от границы с Лаосом укреплённой авиабазы, способной выдержать штурм и служить опорным пунктом для группировки войск, способной наносить удары по коммуникациям противника вглубь Северного Вьетнама и Лаоса, что позволило бы отрезать вьетнамские войска от линий снабжения и тыловых служб, находящихся в Лаосе. Французское командование надеялось, что повторение успешного сценария битвы в долине Нашан в более крупных масштабах вынудит командующего Вьетминем Зяпа сконцентрировать вокруг укрепленного района большие силы и в конце концов пойти на штурм, который планировалось отразить за счёт технического превосходства французской артиллерии, авиации и танков.

## Создание укреплённого района

### Подготовка операции
Местом для создания базы была выбрана долина у селения Дьенбьенфу, близ которого имелся полевой аэродром, построенный в годы Второй Мировой войны японской армией. Однако французскими стратегами не были учтены ряд критических отличий между Дьенбьенфу и Нашаном. Во-первых, в Нашане французская артиллерия заняла очень выгодные позиции на окружающих высотах, что позволило простреливать всю долину и оказывать отличную поддержку войскам, отражающим наступление противника. Зяп учёл этот опыт и в Дьенбьенфу его войска захватили большинство высот и разместили там свои артиллерийские батареи. Французская разведка недооценила количество артиллерии у противника, которой оказалось вчетверо больше чем французской. Во-вторых, Зяп учёл неготовность своих войск в боях за Нашан и перед битвой за Дьенбьенфу потратил несколько месяцев на наращивание сил в регионе, усиление войск артиллерией и зенитными орудиями. Зяп уделил особое внимание разведке и контрразведке — к моменту начала битвы вьетнамцы знали расположение всех артиллерийских расчётов французов, а их собственные артиллерийские позиции были хорошо замаскированы, и французы даже не смогли оценить количество и расположение артиллерии противника. В-третьих, в Нашане из-за слабых противовоздушных сил Вьетминя воздушное снабжение французской базы никогда не прерывалось. В Дьенбьенфу взлётная полоса, необходимая для взлёта и посадки транспортных самолётов, была разрушена массированным огнём артиллерии в первые же дни битвы, а сброс подкреплений и боеприпасов с воздуха страдал из-за эффективной работы вьетнамских зенитных орудий.
Имея перед собой задачу защитить Лаос, Наварр, тем не менее понимал, что данная задача невыполнима: тактика манёвренной войны была невозможной в джунглях Вьетнама, выстраивание оборонительных линий недостижимо из-за нехватки войск, размещение гарнизонов в городах Лаоса и снабжение их по воздуху было неосуществимо из-за больших расстояний между Ханоем, Луангпхабангом и Вьентьяном. Наварр считал стратегию «ежа» единственно осуществимой исходя из доступных ресурсов, хотя и понимал, что она является «посредственным решением».
Против выбора Дьенбьенфу высказывались и другие французские офицеры, в числе которых были полковник Жан-Луи Нико (командующий транспортной авиацией), генерал-майор Рене́ Коньи́, генералы Жан Жиль и Жан Дешо (командующие наземными и воздушными войсками в предстоящем десанте на Дьенбьенфу), отмечавшие, что выбор Дьенбьенфу может привести к новой битве при Нашане, но в гораздо более тяжёлых условиях. Наварр отмёл возражения и наметил операцию по захвату плацдарма десантом 20 ноября 1953 года.
Между тем, в Париже уже обсуждали детали по началу переговоров с Хо Ши Мином, так как перемирие, недавно подписанное на Корейском полуострове, развязывало руки китайским силам для переброски войск в район Вьетнама. Успех операции в Дьенбьенфу мог сделать вьетнамскую сторону более сговорчивой. На очередном совещании было решено отправить во Вьетнам контр-адмирала Кабанье, которому было поручено узнать мнение Наварра, когда лучше начать переговоры. Кроме того, контр-адмиралу предстояло сообщить главнокомандующему в Индокитае, что дополнительной помощи из Франции не будет, и что придётся проводить планирование операции исходя из того, что есть на данный момент в распоряжении Наварра. Прибыв в Сайгон 20 ноября, Кабанье в личной встрече поинтересовался, когда следует начинать переговоры с Вьетминем — сейчас или после результатов операций военных? В ответ Наварр сообщил, что по его мнению, к весне 1954 года ситуация для Франции улучшится, и поэтому с переговорами следует повременить. Также он продемонстрировал полученное донесение о том, что парашютисты уже находятся на пути к Дьенбьенфу.
Уже в ходе французской операции по захвату плацдарма, 29 ноября 1953 года шведская газета «Экспрессен» опубликовала интервью с Хо Ши Мином, который в одном из ответов сообщил, что готов идти на переговоры о заключении перемирия с французским правительством при условии, что оно будет готово обсуждать вопрос о признании независимости Вьетнама. Это интервью ошеломило западных лидеров, считавших, что затягивание переговоров о перемирии в интересах вьетнамцев. Заявление Хо Ши Мина говорило о том, что появился новый и неизвестный фактор в балансе сил в Индокитае, и лишало смысла любые долгосрочные программы французов и вьетнамцев по навязыванию мира на своих условиях. Наоборот, теперь противники получили дополнительный стимул одержать решительную победу как можно скорее.

### Захват плацдарма французским десантом

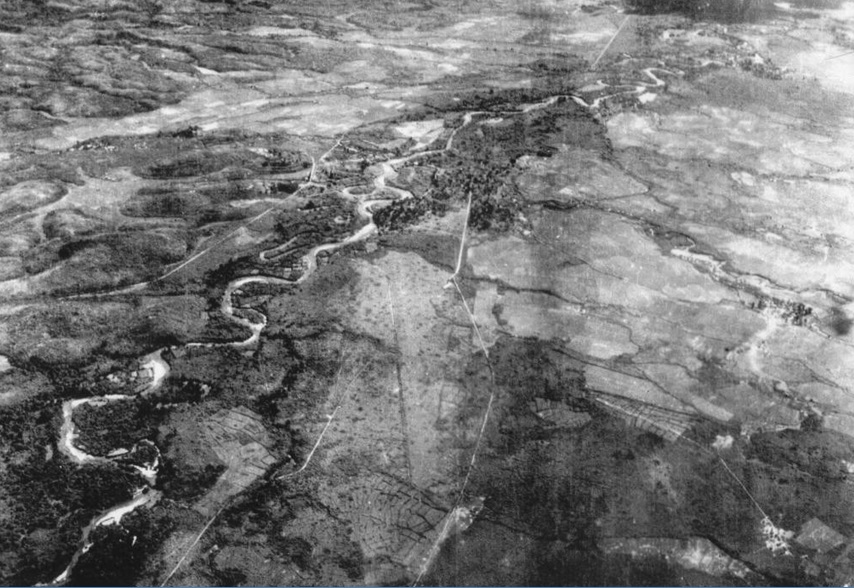
Аэрофотосъёмка долины Дьенбьенфу в 1953 году

Операция по захвату плацдарма под кодовым названием «Castor» началась 20 ноября 1953 года в 10:35. В течение трёх последующих дней в район Дьенбьенфу высадилось 9000 парашютистов, распределённых по трём зонам высадки — «Natasha» (к северо-западу от Дьенбьенфу), «Octavie» (к юго-западу) и «Simone» (к юго-востоку). Силы Вьетминя, находившиеся в Дьенбьенфу, не смогли дать отпор десанту. К концу ноября было высажено шесть парашютных батальонов, и французские силы смогли полностью захватить район высадки.
Зяп разгадал замыслы французов и предположил, что в зависимости от натиска вьетнамских сил, Наварр вряд ли будет расширять масштаб операции и постарается укрепиться в Дьенбьенфу и Лайтяу, чтобы дать генеральное сражение или отведёт силы назад в дельту. Поэтому Зяп решил, что первоочередной задачей должно стать создание максимальной угрозы для Дьенбьенфу и Лайтяу, для чего отдал приказ 148-му полку и 316-й дивизии атаковать Лайтяу, а 308-й, 312-й и 351-й ускоренным маршем выступать из Вьет-бака к Дьенбьенфу. Эти приказы были перехвачены французской радиоразведкой. Исходя из предположений разведки, Наварр ошибся, предположив, что Вьетминь не сможет перебросить достаточные силы для штурма Дьенбьенфу и поддерживать их достаточно долгое время. Выступление 316-й дивизии заставило Коньи отдать приказ об эвакуации гарнизона Лайтяу в Дьенбьенфу, на что и надеялся Зяп. Во время перехода весь гарнизон был практически полностью уничтожен: из 2100 человек добраться до Дьенбьенфу смогло только 185.
С декабря 1953 года под командованием полковника Кристиана де Кастри началось расширение взлётно-посадочной полосы и оборудование полевых укреплений, основой которых стали семь фортов полевого типа, получивших собственные имена Anne-Marie (северо-запад), Béatrice (северо-восток), Claudine (юг), Dominique (северо-восток), Huguette (запад), Gabrielle (север), Isabelle (юг).
В общей сложности были построены 49 опорных пунктов, укреплённые огневые точки, оборудованы окопы и траншеи полного профиля, установлены проволочные заграждения и минные поля.
Выбор командующего Дьенбьенфу в лице Кристиана де Кастри оказался в итоге неудачным. Де Кастри был сторонником мобильной войны и атак в духе кавалерийских рейдов времён XVIII века. Тогда как более подходящим для будущих боёв оказался бы командующий, хорошо сражавшийся в условиях траншейных войн времён Первой мировой.
Общая численность гарнизона Дьенбьенфу составляла 14,5 тысяч человек. Здесь находились 17 пехотных батальонов, три артиллерийские части, подразделение сапёров, отдельный танковый батальон (десять танков M24) и авиация — на аэродроме Дьенбьенфу базировались шесть самолётов-разведчиков и шесть истребителей, выполнявшие роль штурмовиков. Ещё 7 тысяч военнослужащих находилось в районе Дьенбьенфу. С учётом отрядов «местных сил», укомплектованных представителями местных племён, общая численность французских сил в Дьенбьенфу достигала 15 094 человек.
Помимо подразделений французской регулярной армии, в состав гарнизона Дьенбьенфу были включены части французского Иностранного Легиона, а также колониальные части, сформированные из алжирских арабов (Tirailleurs algériens), вьетнамцев и тайцев.

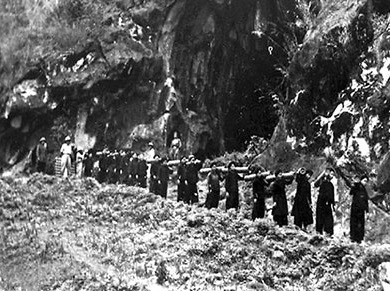
Переносчики Вьетминя, занятые транспортировкой боеприпасов и оружия

В свою очередь Вьетминь стянул к высотам Дьенбьенфу около 50 тыс. солдат (пять дивизий), включая 351-ю дивизию, вооружённую трофейными американскими 105-мм гаубицами M101 и зенитными орудиями. Соотношение артиллерийских и зенитных орудий (преимущественно советского производства) составило 4 к 1 против французских. Войска Вьетминя заняли стратегически выгодные позиции на высотах вокруг долины, в которой располагались французские силы. 31 января 1954 года начались нерегулярные артиллерийские обстрелы французских позиций, база была полностью окружена вьетнамскими силами.
Военному командованию ВНА удалось обеспечить снабжение вьетнамских частей в районе Дьенбьенфу, несмотря на полное отсутствие в этом районе дорог и коммуникаций. Вооружение, продовольствие и материальные ресурсы доставляли на расстояние 500 км по тропам, идущим через горы и джунгли, несмотря на авианалёты и артиллерийские обстрелы противника — главным образом силами носильщиков, на велосипедах, джонках и небольших лодках и лишь изредка на грузовых машинах. На укреплённые позиции, оборудованные в окружавших долину горах, доставлялись артиллерийские и зенитные орудия и запасы снарядов, достаточные для осады Дьенбьенфу (что сами французы считали невозможным). Значительное внимание уделялось маскировке — так, чтобы скрыть перемещение войск и грузов от авиаразведки над некоторыми участками дорог, по которым осуществлялось снабжение вьетнамских сил, ветви деревьев и лианы были переплетены для создания «зелёных туннелей».

## Осада Дьенбьенфу

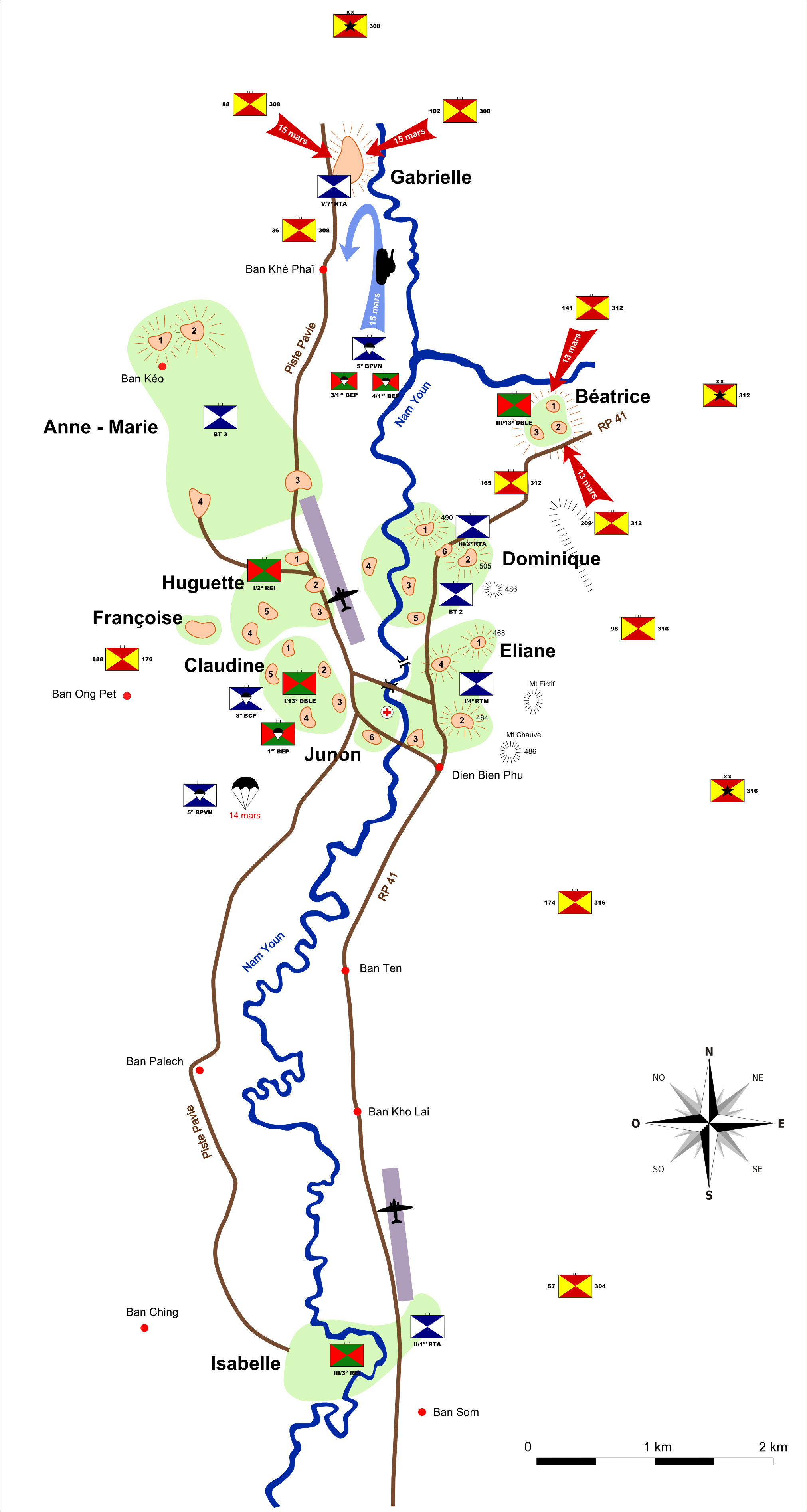
Французские позиции с 13 по 15 марта 1954 года и первая волна атаки Вьетминь

### Захват фортаBéatrice
6-7 марта 1954 года вьетнамские диверсанты уничтожили 22 или 78 французских самолётов на аэродромах Гиа-Лам и Кат-Би в Тонкинской долине. Из строя была выведена половина транспортной авиации, имевшейся у военного командования Франции в Индокитае. В результате положение гарнизона ухудшилось: вместо 200 тонн грузов в день окружённая группировка начала получать не более 120 тонн грузов в день.
Полномасштабный штурм укрепрайона начался 13 марта 1954 года с атаки на северо-восточный форт Béatrice, поддержанной массированным огнём артиллерии. Удары артиллерии оказались очень удачными — в 18:30 один из снарядов поразил французский командный пост, убив командира батальона майора Поля Пего и практически весь его штаб. Несколькими минутами спустя другой снаряд поразил его начальника, полковника Жюля Гоше, командующего северным подсектором обороны. После артподготовки на штурм форта пошла вьетнамская 312-я дивизия. Также усиленный огонь вёлся по взлётной полосе и аэродромным строениям. Уцелевшие самолёты, взлетая с аэродрома, немедленно подвергались прицельному огню 37-мм зенитных орудий.
К полуночи форт Béatrice был практически захвачен, обе стороны понесли тяжёлые потери.
На следующее утро 14 марта в 07:30 французские силы попытались организовать контратаку с помощью танков и парашютистов с центральной позиции, однако интенсивный огонь вьетнамцев не позволил французам вернуть позиции. По предложению генерала Ле Тронг Тана, командира 312-й дивизии, был объявлено четырёхчасовое перемирие, чтобы вынести раненных и убитых из разрушенных укреплений форта. Приняв предложение перемирия, де Кастри отложил повторную атаку на форт, а затем и вовсе её отменил.
Первый успех воодушевил солдат Вьетминя, чему способствовало умелое использование артиллерии. Французские офицеры ошибочно полагали, что артиллерия противника не сможет бить прямой наводкой, а только навесным огнём, однако вьетнамским артиллеристам удалось вести стрельбу прямой наводкой по позициям противника. Неспособность обнаружить и подавить артиллерийские расчёты Вьетминя в итоге деморализовала французские войска.

### Захват фортаGabrielle
После окончания перемирия вьетминьская артиллерия продолжила обстрел французских позиций. Взлётная полоса была окончательно выведена из строя. Дальнейшее снабжение осаждённых проводилось через выброску парашютных десантов и грузов. В авиаподдержке и снабжении Дьенбьенфу были задействованы все имевшиеся в Индокитае французские самолёты, в том числе реквизированные самолёты гражданских авиалиний. С 14 марта 1954 года окружённая группировка начала получать не более 100 тонн груза в день.
Следующая атака началась в 17:00 на форт Gabrielle, защищаемый алжирским батальоном. Концентрированный артиллерийский огонь вновь доказал свою эффективность, уничтожив штаб батальона, командир и его офицеры получили тяжёлые ранения. В 20:00 в атаку пошли отряды 308-й дивизии. Де Кастри попытался направить в форт подкрепление в виде 5-го вьетнамского парашютного батальона, что встретило усиленный огонь артиллерии противника и привело к тяжёлым потерям. На утро следующего дня, в 08:00 алжирский батальон отступил, оставив позиции в форте Gabrielle. В ходе атаки французские силы потеряли около 1000 человек, вьетнамские — 1000—2000.

### Захват фортаAnne-Marie
Северо-западный форт Anne-Marie оборонялся тайскими солдатами, Вьетминь забрасывал их пропагандистскими листовками. Падение фортов Beatrice и Gabrielle сильно деморализовало солдат гарнизона. Утром 17 марта под покровом тумана часть тайских солдат оставила позиции и дезертировала. Оставшиеся солдаты отступили назад, оставив форт.

### Период затишья

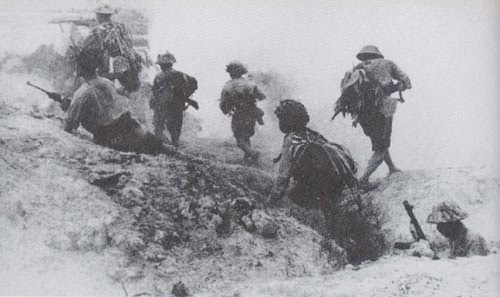
Вьетнамские солдаты поднимаются на штурм французских укреплений

После захвата трёх фортов настал период относительного затишья, длившийся с 17 по 30 марта. Войска Вьетминя использовали это время, чтобы усилить осаду фортов центрального региона — Huguette, Dominique, Claudine и Eliane, отрезав тем самым находившийся далеко на юге форт Isabelle с гарнизоном в 1809 человек.
Первые поражения серьёзно деморализовали французских солдат. Среди командования наметился кризис — стало очевидно, что де Кастри не способен организовать эффективную оборону укрепрайона, более того, он заперся в своём бункере и самоустранился от командования. Конье, осознавая всю критичность ситуации, попытался взять командование на себя, для чего хотел десантироваться 17 марта вместе с подкреплением. Однако заградительный огонь зенитных орудий не позволил провести высадку.
В связи с тем, что французская авиация несла тяжёлые потери от зенитного огня, командующий транспортной авиации Нико приказал с 27 марта 1954 года сбрасывать грузы с высоты не менее 2000 метров. В результате точность сброса снизилась и часть грузов попадала не к осажденным, а к осаждающим. 28 марта 1954 года французские войска под командованием полковника Бижара предприняли успешную контратаку с целью уничтожить позиции зенитных орудий и пулемётов.

### Штурмы 30 марта — 5 апреля

Центр французских позиций в Дьенбьенфу (конец марта 1954)

Начались затяжные дожди, превратившие окопы в болото. Вьетнамцам, несмотря на тяжёлые потёри, удалось взять три укреплённые позиции на севере обороны французов. И хотя французы при поддержке лёгких танков отбили одну из позиций, стало ясно, что эти рубежи не удержать. После сжатия кольца ситуация для солдат де Кастри стала угрожающей: теперь простреливался практически весь район расположения французских войск.
В боях за основные оборонительные позиции вьетнамские силы понесли серьёзные потери, политико-моральное состояние и боеспособность отдельных частей ухудшились, имело место дезертирство. Тем не менее, идеологическая работа и получение подкрепления позволили восстановить боеспособность войск. После потери фланговых укреплений судьба французского гарнизона была предрешена.
По некоторым данным, в ночь с 4 на 5 апреля 165-й пехотный полк 312-й вьетнамской пехотной дивизии взял штурмом укрепление «Югетт-6». По другой версии, 165-й полк в ходе штурма был практически разгромлен (французы насчитали на поле боя 800 трупов вьетнамцев), укрепление «Югетт-6» осталось в руках французов.
12 апреля 1954 года было взято штурмом укрепление «Eliane 1».
В ночь с 3 на 4 мая 1954 года после полуторачасового боя части вьетнамской армии заняли пост французских сил западнее Муонг-Таня.
Ночью 6 мая 1954 года части вьетнамской армии взяли штурмом укрепление «Eliane 2».
7 мая 1954 года битва при Дьенбьенфу была закончена. Гарнизон во главе с де Кастри (который стал бригадным генералом) капитулировал.
В ночь с 7 на 8 мая 1954 года полковник Лаланд отдал приказ гарнизону форта «Изабель» идти на прорыв. Большинство солдат погибли в бою, но 73 человека вышли к расположению французских войск.

## Итоги битвы

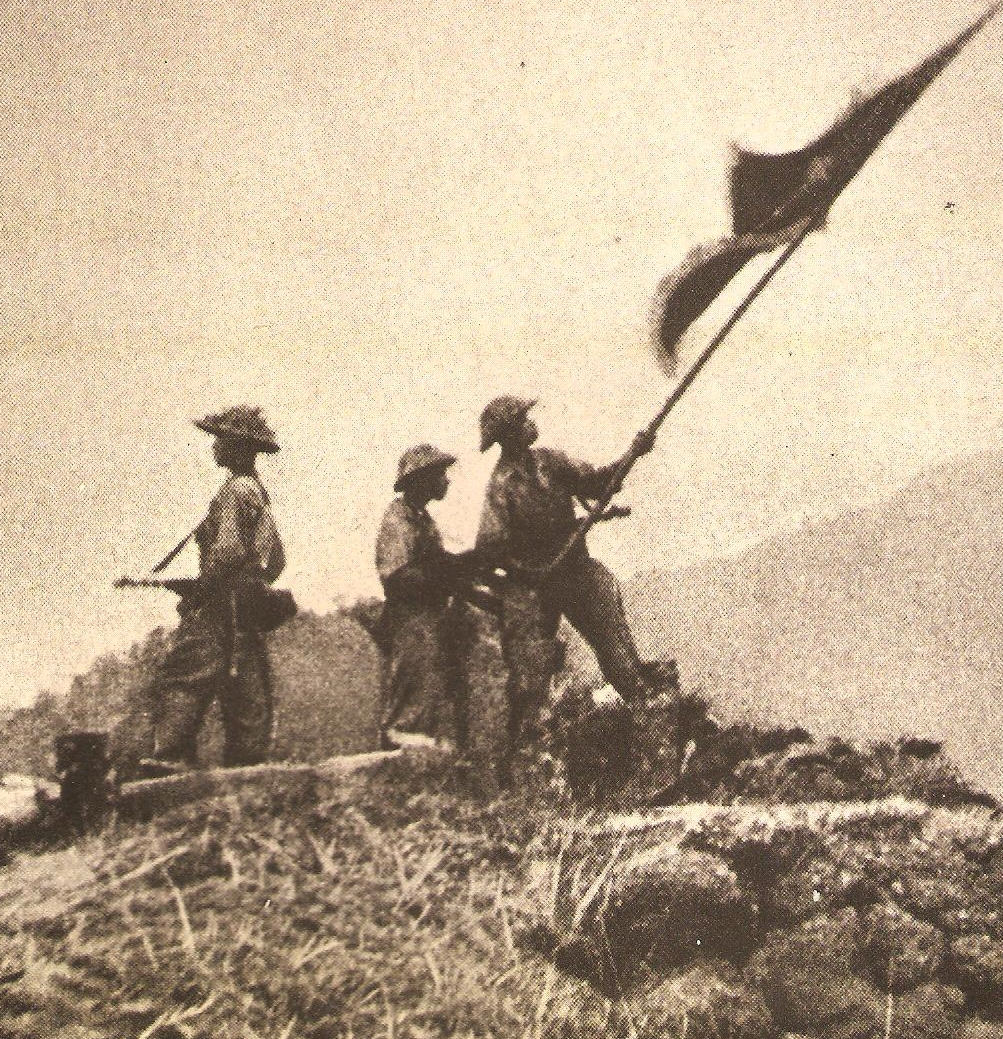
Вьетнамские солдаты поднимают флаг на французских позициях, 7 мая 1954

В результате поражения при Дьенбьенфу группировка французских войск в Индокитае понесла серьёзные потери в живой силе, технике и вооружении. Кроме того, капитуляция крупного французского контингента нанесла большой урон престижу и влиянию Франции на международном уровне.
8 мая 1954 года, на следующий день после капитуляции гарнизона Дьенбьенфу, на конференцию в Женеву прибыла делегация Демократической республики Вьетнам во главе с Хо Ши Мином, начавшая переговоры с представителями Франции по вопросу подписания мирного договора и прекращения французского военного присутствия в Индокитае.

## Участь раненых вьетнамских солдат
Как сообщил представитель командования ВНА, в ходе боев за Дьенбьенфу французские военнослужащие добивали попавших в плен раненых солдат вьетнамской армии выстрелами в голову.

## Эвакуация раненых французских военнопленных

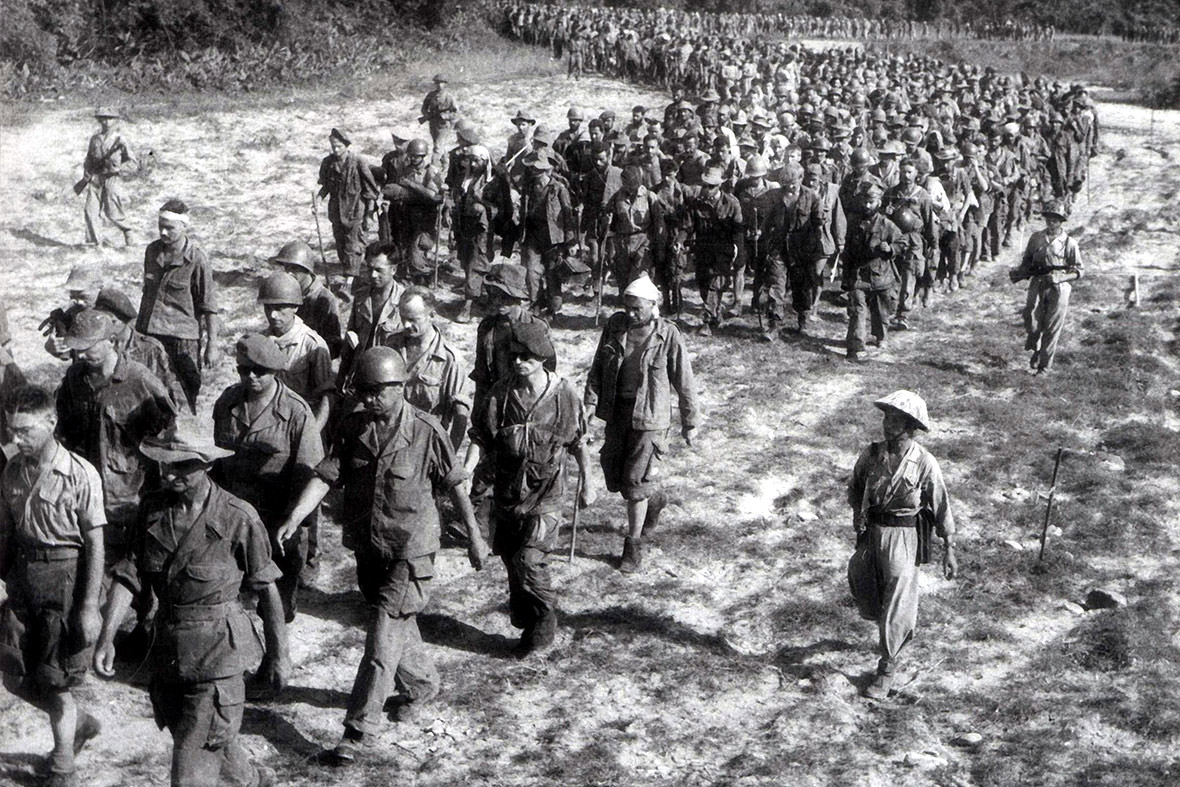
Колонна пленных французов

В день капитуляции, 7 мая 1954 года, вьетнамской армии сдались 10 863 военнослужащих. В общей сложности за время осады в плен были взяты свыше 12 тыс. военнослужащих французской армии.
Ещё до завершения боевых действий в районе Дьенбьенфу, Хо Ши Мин предложил французскому командованию провести эвакуацию раненых военнопленных из состава подразделения, оборонявшего укрепления на высоте Хим-Лон, попавших в плен 13-14 марта 1954 года. 17 марта 1954 года, после того, как 78 раненых военнопленных были вывезены самолётами с высоты Док-Лап, французский капитан Монье в письменной форме поблагодарил командование вьетнамской армии за эвакуацию раненых.
12 мая 1954 года начальник медицинской службы гарнизона Дьенбьенфу, майор медицинской службы Граве выступил с заявлением, что с французскими военнопленными вьетнамцы обращаются корректно, им предоставлены палатки, пища и полевая кухня, французским врачам и медсестрам разрешили ухаживать за ранеными и предоставили перевязочные средства и медикаменты.
10 мая 1954 года на совещании в Женеве представитель вьетнамской делегации Фам Вам Донг предложил французской стороне «эвакуировать тяжелораненных военнопленных из состава французского экспедиционного корпуса без различия национальности». Глава французской делегации положительно отнесся к этому предложению.
12 мая 1954 года командование ВНА предложило командованию французской армии прислать в Дьенбьенфу своего представителя для обсуждения условий эвакуации тяжелораненых военнопленных.
13 мая 1954 года в Дьенбьенфу прибыл представитель французского военного командования в Индокитае доктор Юар, который обсудил конкретные вопросы эвакуации раненых военнопленных с представителем вьетнамской стороны, полковником Као Ван Ханом. В этот же день было достигнуто соглашение: эвакуация раненых военнопленных осуществляется из Дьенбьенфу с использованием лёгких самолётов типа «Моран» или вертолётов, по 80-100 человек в день, в три этапа (в первые два этапа будут эвакуированы 753 раненых, количество раненых, которые будут вывезены на третьем этапе, будет определено в результате дальнейших переговоров). На время эвакуации раненых французская сторона прекращает бомбардировки района в 10 км от Дьенбьенфу и участка дороги № 41 от Дьенбьенфу до города Сон-Ла. 13 мая 1954 года доктор Юар дал письменное согласие с условиями эвакуации, в этот же день командующий французскими силами в Индокитае генерал Р. Коньи направил командованию вьетнамской армии благодарность за решение вопроса об эвакуации раненых.
14 мая 1954 года вьетнамская сторона разрешила французской стороне посетить аэродром и встретиться с военнопленными, согласилась принять в Дьенбьенфу французский медперсонал для оказания помощи раненым военнопленным и передала первых 11 раненых военнопленных, которые были доставлены самолётом в Ханой. Однако в этот же день французский генерал Бидо заявил о дискриминации в отношении вьетнамских военнопленных и выдвинул дополнительные условия относительно эвакуации раненых военнопленных. Представитель вьетнамской стороны сообщил, что количество эвакуируемых военнопленных может быть увеличено до 150 человек в день, но эвакуация будет проходить только на условиях соглашения от 13 мая 1954 года.
15 и 16 мая 1954 года вывоз раненых военнопленных не производился.
17 мая 1954 года французское военное командование объявило, что с 18 мая 1954 года начнёт бомбардировку дороги № 41, если дополнительные требования Франции не будут приняты. Ночью 18 мая 1954 года французские самолёты бомбили дорогу № 41, в результате авианалёта погибли 15 французских военнопленных.
19 мая 1954 года представитель французской делегации в Женеве выступил с заявлением, что дорога № 41 используется для переброски войск и вооружения, но в ответ на просьбу предъявить доказательства не смог их предоставить. В этот же день вьетнамская сторона передала Франции 19 раненых военнопленных, но потребовала провести эвакуацию на условиях соглашения от 13 мая 1954 года — только с использованием лёгких самолётов и вертолётов.
20 мая 1954 года французская авиация вновь бомбила дорогу № 41, вьетнамская сторона расценила эти действия как прямое нарушение условий эвакуации и дальнейший вывоз раненых военнопленных был прекращён.
23 мая 1954 года вьетнамская сторона разрешила полёт французского самолёта метеорологической службы в районе Дьенбьенфу для определения условий погоды, в этот же день на самолётах из Дьенбьенфу было эвакуировано 130 раненых военнопленных.
31 мая 1954 года на пресс-конференции в Женеве представитель вьетнамской делегации Хоанг Ван Хоан сообщил, что в период с 13 по 26 мая 1954 года, в соответствии с условиями соглашения от 13 мая 1954 года, французской стороной было эвакуировано 858 раненых военнопленных 21 национальности (в том числе, 84 вьетнамца).

## Дальнейшая судьба пленных
Вьетнамское командование едва могло прокормить своих собственных солдат, и выделило небольшое количество грузовиков для транспортировки только лишь пленных офицеров в лагеря на удалении до 480 км; остальные пленные проделывали этот путь пешком (что занимало до 6 недель), почти не получая медицинской помощи. Из 10 863 французов, взятых вьетнамцами в плен в Дьенбьенфу, репатриировано было 3290 человек. Таким образом, смертность французских военнослужащих во вьетнамском плену составила 70 %. Французскими военными были проведены параллели с концлагерями нацистской Германии, где умерло 80 % всех заключённых. Некоторые источники[какие?], впрочем, опровергают подобные заявления, так как немалую часть французских военнопленных составляли этнические вьетнамцы и представители других азиатских народов, в то время как репатриированы были только солдаты европейского происхождения и африканцы. Однако статистика показывает, что и без азиатских солдат количество вернувшихся из плена не превышало половины. Например, из числа собственно французов (то есть не учитывая азиатов, африканцев и солдат Иностранного легиона), попавших в плен, было репатриировано всего 40 процентов. Такая высокая смертность не была уникальной для битвы при Дьенбьенфу; французский коммунист Жорж Бударель, работавший в одном из лагерей военнопленных, отмечал 50-процентную смертность ещё до битвы.

## Последующие события
В июле 1954 года Франция и ДРВ подписали Женевские соглашения, положившие конец войне.

## Причины поражения
По мнению британского историка Макса Хейстингса, главная ответственность за поражение лежит на Наварре, но в не меньшей степени она лежит и на всем французском военном и политическом руководстве:
Страной и армией управляли люди, над которыми довлело пережитое в недавнем прошлом национальное унижение и которые жаждали во что бы то ни стало восстановить национальную честь, возродить славу своей Родины. Движимые этими иррациональными побуждениями, они обрекли свою армию на одно из самых громких военных фиаско XX в.

## Память
В 1984 году, к 30-летию победы в центре города Дьенбьенфу был открыт Музей победы при Дьенбьенфу.

## Отражение в культуре

### Кино
- «Вьетнам» (во вьетнамском прокате — «Вьетнам на пути к победе») (1955) — художественно-документальный фильм, снят во Вьетнаме группой советских кинооператоров во главе с режиссёром Романом Карменом и при помощи вьетнамских кинематографистов, в фильм вошли документальные съёмки встречи с пленными французскими военнослужащими и с пленным генералом де Кастри[21].
- «Пропавший отряд» (1966) — фильм американского режиссёра Марка Робсона, по мотивам романа французского журналиста и писателя Жана Лартеги (Jean Lartéguy) «Центурионы», начинается с эпизодов разгрома и пленения французских парашютистов в сражении при Дьенбьенфу.
- «Прощай, друг» (Франция, 1968) — события упомянуты в кинофильме: герой-десантник иронически говорит: «…я играл в гольф в Дьенбьенфу…».
- «Апокалипсис сегодня» (США, 1979) — битва упоминается французскими поселенцами в Камбодже, потомками французских колонистов.
- «Железный треугольник» (США, 1989) — битва обсуждается американским и французским военными.
- «Дьенбьенфу» (Франция — Вьетнам, 1992) — игровой фильм, хронологически воспроизводящий события битвы, снят французским кинорежиссёром Пьером Шёндёрфером (который сам принимал участие в битве при Дьенбьенфу в качестве кинокорреспондента и был взят в плен), при активном участии вьетнамских кинематографистов и вьетнамской армии.
- «Мы были солдатами» (США, 2002) — битва обсуждается американскими военными.

### Компьютерные игры
9 января 2012 года вьетнамская компания-разработчик Emobi Games выпустила компьютерную игру 7554, посвященную событиям Индокитайской войны 1946—1954 годов.

### Музыкальный театр
В мюзикле «Мисс Сайгон» в знаменитой арии Инженера «Американская мечта» (The American Dream, II акт) есть фраза: «Всё изменилось с Дьенбьенфу» (Then it all changed with Dien Bien Phu).

## Любопытные факты
- До начала активных боевых действий на территории базы работали два полевых борделя[58].